# Турња на Бодви
Турња на Бодви (слч. Turňa nad Bodvou) насељено је мјесто са административним статусом сеоске општине (слч. obec) у округу Кошице-околина, у Кошичком крају, Словачка Република.

## Становништво
| Година:    | 1994. | 2004.    | 2014.   | 2024.   |
| ---------- | ----- | -------- | ------- | ------- |
| Број људи: | 2888  | 3279     | 3526    | 3686    |
| Разлика:   |       | +13,53 % | +7,53 % | +4,53 % |

| Година:    | 2023. | 2024.   |
| ---------- | ----- | ------- |
| Број људи: | 3675  | 3686    |
| Разлика:   |       | +0,29 % |

Према подацима о броју становника из 2011. године насеље је имало 3.521 становника.